# Mycalesis neustetteri
Mycalesis neustetteri är en fjärilsart som beskrevs av Hans Rebel 1914. Mycalesis neustetteri ingår i släktet Mycalesis och familjen praktfjärilar. Inga underarter finns listade i Catalogue of Life.